# Ya Rayah

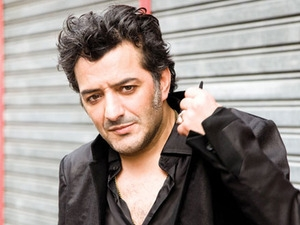
Rachid Taha.

Ya Rayah (en árabe: يارايح) es una canción del cantautor argelino Amrani Abderrahmane, más conocido como Dahmane El Harrachi. Se trata de la emigración.

Traducción del estribillo:

¡Oh emigrante! ¿A dónde vas?
Te cansarás y terminarás por volver
¿Cuántos se han arrepentido

antes que tú y que yo?

Esta canción se hizo mundialmente famosa al ser interpretada por Rachid Taha. El sencillo fue disco de platino.